# Juha Malinen
Juha Malinen (* 16. Juli 1958 in Oulu) ist ein finnischer Fußballtrainer.

## Karriere
Juha Malinen war nie als Profifußballspieler aktiv. Im Jahr 1978 immatrikulierte er sich an der Pädagogik-Fakultät der Universität Oulu. Während seiner Arbeit als Lehrer entdeckte er sein Interesse am Fußballtraining, da sich in diesem Bereich die Auswirkungen seiner Arbeit besonders schnell zeigen. 1986 wurde er Trainer der Fußballmannschaft am Kastelli Sportgymnasium. Zu dem damaligen Team gehörten unter anderem die späteren finnischen Nationalspieler Antti Niemi, Mika Nurmela oder Ville Nylund. Nebenbei unterrichtete er Sport und Kunst an einer nahegelegenen Schule für Hörbehinderte. Mit einer extrem defensiv eingestellten Taktik erreichte Malinens Mannschaft bei der Schulweltmeisterschaft 1989 einen überraschenden 5. Platz. Während seiner Zeit am Kastelli Sportgymnasium arbeitete er auch im Trainerstab bei Pelimiehet und Oulun Luistinseura. Es folgte ein Engagement bei Rauman Pallo, wohin ihm auch seine Nachwuchsschützlinge Niemi und Nurmela folgten. Im Sommer 1990 ernannte ihn der finnische Fußballverband zum Trainer der U-15 und U-16 Nationalmannschaften.
Nach 3 Jahren kehrte Juha Malinen 1993 wieder in seine Heimatstadt Oulu zurück und trainierte den FC Oulu. Trotz des Aufstieges kämpfte der Verein mit enormen finanziellen Problemen. Malinen wechselte deshalb weiter zum Ligakonkurrenten Turku PS, mit denen er völlig überraschend gleich in seiner ersten Saison 1994 den finnischen Fußballpokal gewann. Obwohl sich sein Verein in den Folgejahren auch in der Liga etablieren konnte, wechselte Malinen erneut innerhalb der ersten finnischen Liga zu Myllykosken Pallo -47. Bei seinem neuen Verein hatte er einen größeren finanziellen Spielraum und konnte sich damit eine bessere Mannschaft zusammenstellen. Diese setzte sich in der Spitzengruppe der Liga fest, konnte jedoch keinen Meistertitel erringen. Im Jahr 2004 widmete sich Malinen einer neuen Aufgabe und führte den frisch in die Ykkönen abgestiegenen Traditionsverein Kuopion PS wieder zurück ins Oberhaus. Trotz der Integration von vielversprechenden Nachwuchsspielern wie Pyry Kärkkäinen oder Berat Sadik konnte der Verein die Klasse nicht halten und stieg 2006 erneut ab. Kurioserweise gewann Kuopio vor Beginn der Saison noch den Ligapokal.
Nach seiner Entlassung verließ der Finne erstmals seine Heimat und trainierte von Januar bis Juli 2007 die Mannschaft des kasachischen Erstligisten Schachtjor Qaraghandy. Er führte den Klub auf den 3. Tabellenplatz und damit auch zur Qualifikation für den UEFA-Pokal 2008/09. Danach übernahm Malinen kurzzeitig den Trainerposten der kasachischen U-21-Nationalmannschaft. 2008 kehrte er nach Finnland zurück und trainierte den AC Oulu. Nach einem 4. Tabellenplatz im ersten Jahr erreichte er mit dem Klub 2009 die Meisterschaft in der zweiten Liga und damit den Aufstieg in die Veikkausliiga. Im Kader befand sich abermals auch Mika Nurmela. In der ersten finnischen Liga schaffte Juha Malinen mit seiner Mannschaft den sportlichen Klassenerhalt. Aufgrund von finanziellen Problemen erhielt Oulu aber keine Lizenz und musste erneut in der zweiten Liga starten. Hinter dem FC Lahti und dem Lokalrivalen Oulun Palloseura wurde der Klub 2011 Dritter. Erfolgreichster Torschütze in Malinens Mannschaft war Neuzugang Randy Edwini-Bonsu, der danach vom deutschen Zweitligisten Eintracht Braunschweig verpflichtet wurde. Malinen verließ den Verein am Ende der Saison.
Im September 2012 übernahm er das Traineramt beim abstiegsbedrohten FC Haka. Am Saisonende wurde der FC Haka dennoch Tabellenletzter und Malinen erhielt keinen neuen Vertrag. Nach einem Engagement beim FC Lahti steht Malinen seit 2014 bei Rovaniemi PS unter Vertrag.

## Titel
- Finnischer Fußballpokal: 1994
- Finnischer Ligapokal: 2006